# Anomálie sond Pioneer

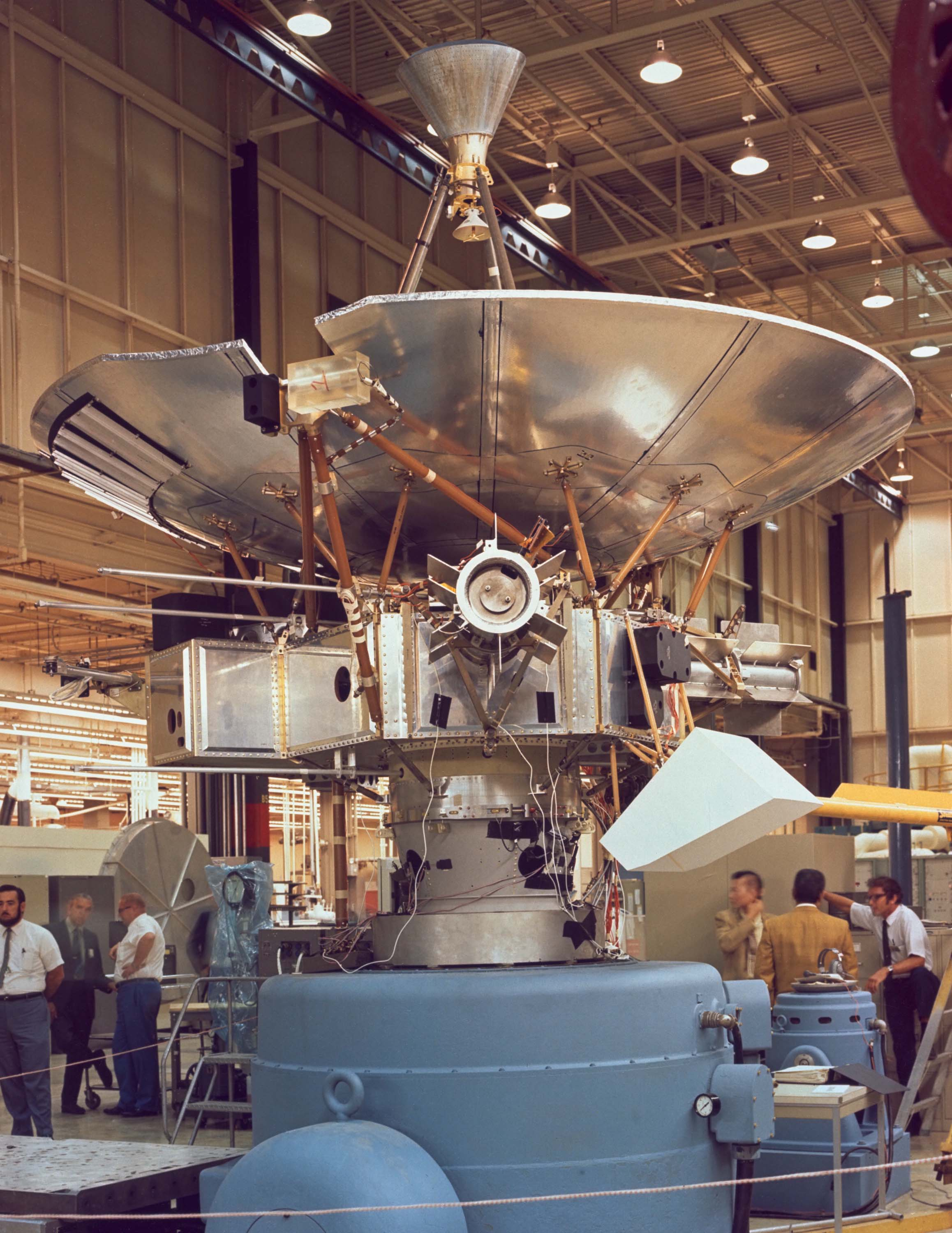
Sonda Pioneer 10

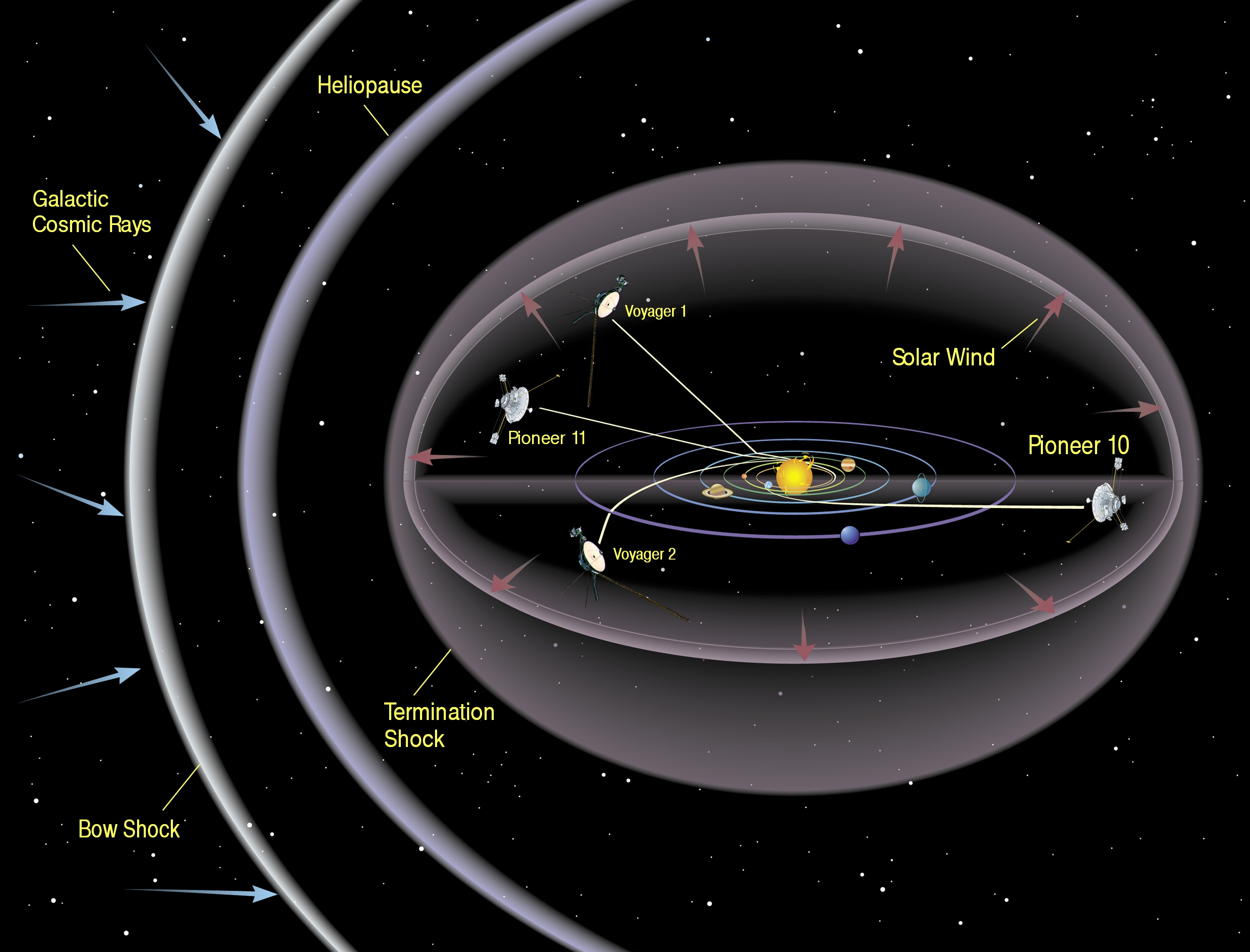
Dráhy letu kosmických sond Pioneer 10, Pioneer 11, Voyager 1, Voyager 2

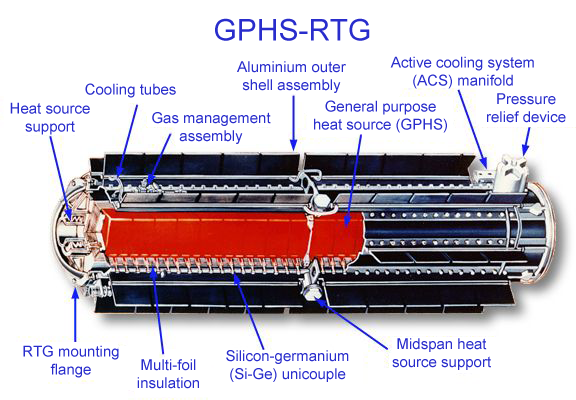
Radioizotopový termoelektrický generátor

Anomálie sond Pioneer je odchylka dráhy kosmické sondy od předpokládané dráhy, vypočítané s použitím současného modelu pohybu nebeských těles. Jev byl objeven při sledování dráhy kosmické sondy Pioneer 10, což byla první sonda, která překonala vnější hranici sluneční soustavy. Anomálie se projevila i u její sesterské sondy Pioneer 11. Přesnými výpočty bylo zjištěno působení slabé síly neznámého původu.

## Úvod
Kosmické sondy Pioneer 10 a Pioneer 11 byly vypuštěny v letech 1972, resp. 1973. Sonda Pioneer 10 během své cesty pořídila a odeslala na Zemi detailní snímky planety Jupiter. V roce 1983 minul Pioneer 10 trpasličí planetu Pluto a stal se první vesmírnou sondou, která překročila vnější hranice sluneční soustavy. Spojení se sondou bylo ztraceno v roce 1995. Sonda Pioneer 11 pořídila snímky planety Saturn a jejích prstenců a rovněž pokračovala v cestě ven ze sluneční soustavy. Spojení se sondou fungovalo třicet let, až do roku 2003.

## Anomálie dráhy
Prostřednictvím datové telemetrie byly shromažďovány údaje potřebné k výpočtu rychlosti a vzdálenosti, kterou sondy Pioneer 10 a Pioneer 11 urazily. Bylo zjištěno, že sondy se pohybují o něco pomaleji, než se očekávalo. Rozdíl je sice malý, ale statisticky významný. Odchylka dráhy může být interpretována jako téměř konstantní zrychlení cca 8,74×10−10 m/s² směrem ke Slunci. Anomálie byla pozorována již roku 1980, ale poprvé podrobněji zkoumána až v roce 1994. Jev byl zjištěn při měření doby návratu rádiových signálů odesílaných sondou na Zemi. Měření pomocí Dopplerova jevu vedlo ke stejnému výsledku – pozorovaný rudý posuv byl menší než se původně očekávalo.

## Možné příčiny
V současné době neexistuje ve vědeckém světě všeobecně respektované vysvětlení anomálie. Byly vysloveny hypotézy, poukazující na různé příčiny. Jedna z nich vychází z možných chyb měření. Jiná hypotéza vychází ze „zrychlení hodin“. Další hypotéza upozorňuje, že zjištěná hodnota zrychlení je číselně blízko součinu rychlosti světla a Hubbleovy konstanty: {\displaystyle a_{p}\approx cH_{0}}.
V polovině roku 2011 byla publikována jako vysvětlení anomálie hypotéza asymetrického tepelného záření. Obě sondy Pioneer jsou vybaveny jaderným palivem, které produkuje teplo, sloužící k výrobě elektrické energie (radioizotopový termoelektrický generátor). Slabým místem hypotézy je skutečnost, že s vyhořením jaderného paliva klesá i množství tepla, a proto by naměřená hodnota zrychlení nebyla konstantní. Nicméně podle autorů této hypotézy hodnota – na rozdíl od dříve publikovaných údajů – skutečně není konstantní a v průběhu času se mění.
Hypotéza uvedeného termálního původu anomálie byla podpořena novou studií z roku 2012, která na základě podrobného modelu vysvětlila anomálii, aniž by bylo potřeba uvažovat jakékoli dodatečné anomální zrychlení.